# Owenton
Owenton è un comune degli Stati Uniti d'America, situato nello Stato del Kentucky, nella contea di Owen, della quale è il capoluogo.